# Psammisia oppositiflora
Psammisia oppositiflora là một loài thực vật có hoa trong họ Thạch nam. Loài này được Luteyn miêu tả khoa học đầu tiên năm 1981.